# 田代進四郎

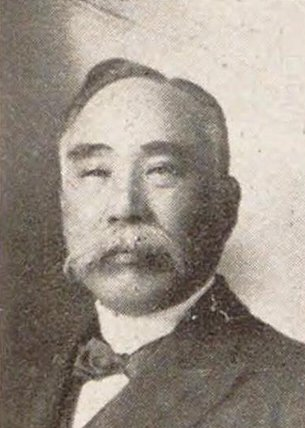
田代進四郎

田代 進四郎（たしろ しんしろう、嘉永3年11月23日（1850年12月26日） - 大正15年（1926年）3月13日）は、日本の衆議院議員（立憲政友会）、弁護士。

## 経歴
肥前国小城郡小城町（現在の佐賀県小城市）出身。茨城県学務課勤務や出版事業経営を経て、宮城県仙台市に弁護士事務所を開業した。仙台弁護士会長、宮城県教育会副会長、仙台英語学校校長などを務めた。また仙台市会議員、同議長、宮城県会議員、同議長に選ばれた。
1912年（明治40年）、第11回衆議院議員総選挙に出馬し、当選を果たした。
その他、広瀬電力株式会社取締役を務めた。

## 親族
- 岩崎総十郎 - 妻の兄。衆議院議員
- 池田秀雄 - 娘婿。秋田県知事、北海道庁長官。衆議院議員。